# Alvin Toffler
Alvin Toffler, född 4 oktober 1928 i New York City, New York, död 27 juni 2016 i Los Angeles, Kalifornien, var en amerikansk författare och framtidsforskare. 1970 utkom han med boken Future Shock (svensk översättning 1971: Framtidschocken) som beskriver stabilitetens död och hur världen är på väg att förändras mot mer heterogenitet. 1980 gav han ut boken The Third Wave (svensk översättning 1982: Tredje vågen) där den västerländska utvecklingen beskrivs i tre vågor: jordbrukssamhället där man producerar för egen konsumtion, industrialismen där man producerar för en marknad och idag då vi återgår till att producera för egen konsumtion men på ett nytt sätt. Toffler myntar begreppet prosument, en sammanslagning av begreppen producent och konsument.

## Galleri

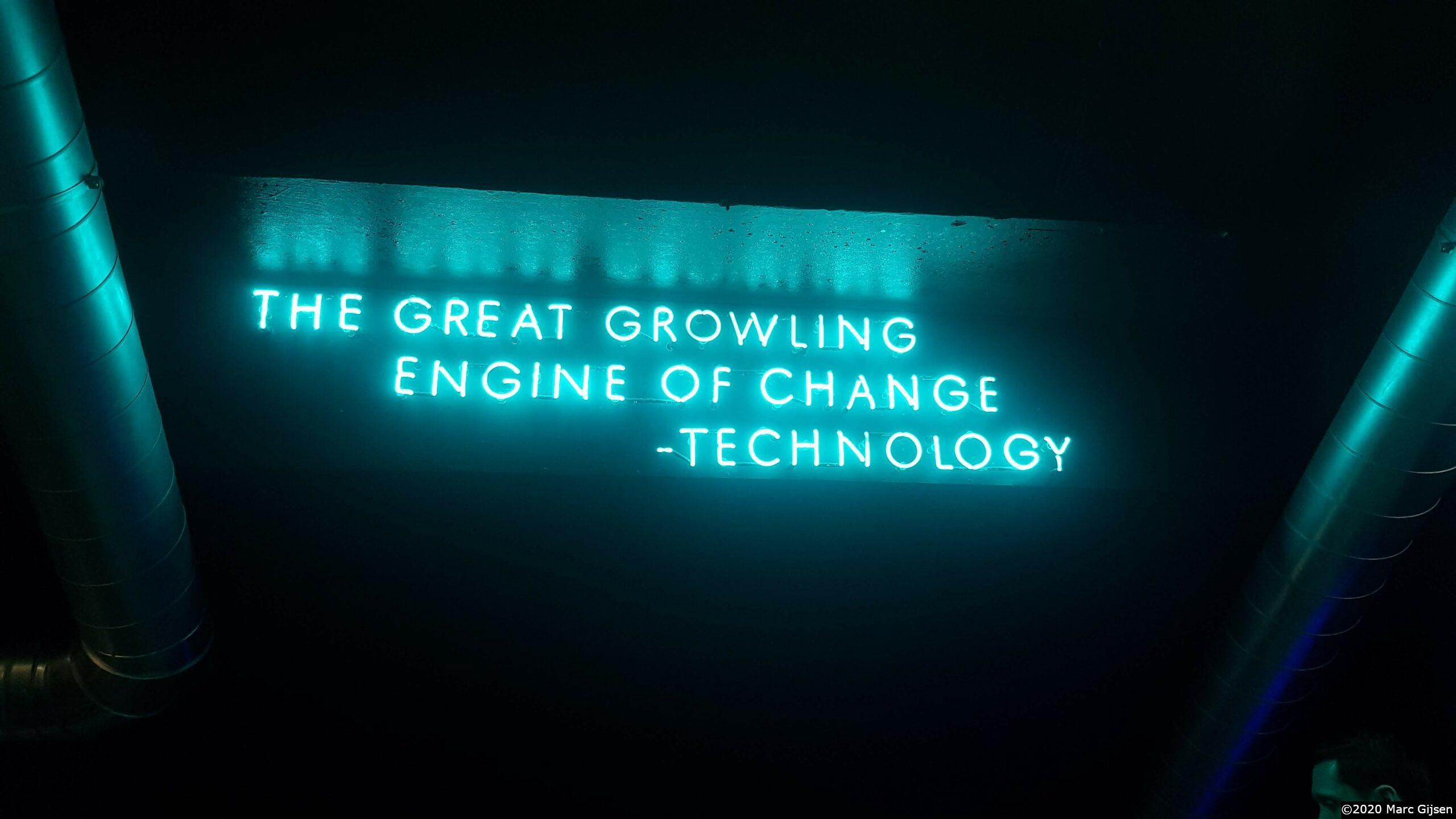
Citat av Alvin Toffler utanför "Club Toffler" i Rotterdam.